# Уильямс, Ричард
Ричард Эдмунд Уильямс (англ. Richard Edmund Williams; 19 марта 1933 — 16 августа 2019) — британский аниматор, режиссёр кино и мультипликации. Наиболее известен как режиссёр-мультипликатор художественного фильма «Кто подставил кролика Роджера» («Тачстоун пикчерз», 1988) и как автор незавершённого проекта «Вор и сапожник». Также известен как автор анимации титров, наиболее заметные из его работ можно видеть в лентах «Что нового, киска?» (1965), «Атака лёгкой кавалерии» (1968), «Возвращение Розовой пантеры» (1975), «Розовая пантера наносит новый удар» (1976).

## Биография
Ричард Уильямс родился 19 марта 1933 года в Торонто, Канада.
Уильямс, ещё проживая в Канаде, научился азам анимации в кружке при местном отделении YMCA.
В 1955-м году Уильямс эмигрировал в Испанию, откуда позже переехал в Великобританию, где основал студию по производству рекламных роликов.
В 1958-м году Уильямс завершает работу над своим первым самостоятельным фильмом «The Little Island». Эта получасовая история без слов получает премию BAFTA в номинации «Лучший анимационный фильм». Более поздние его работы включают в себя мультипликацию и/или режиссуру для таких фильмов как «A Christmas Carol» (1971, награждён «Оскаром» в 1973-м году), «Raggedy Ann & Andy: A Musical Adventure» (1977), «Ziggy’s Gift» (1982).
В 1988-м вышел художественный фильм «Кто подставил кролика Роджера», мультипликационный материал для которого производился на лондонской студии Уильямса. За работу над фильмом Уильямс удостоен двух «Оскаров».
Скончался 16 августа 2019 года в своём доме в Бристоле.

## Работа с мастерами мультипликации
Уильямс учился у таких выдающихся мастеров мультипликации, как Кен Харрис, Милт Каль и Арт Бэббит.
В своей книге «The Animator’s Survival Kit» Уильямс рассказывает, как в возрасте 15 лет купил билет на пятидневный тур в Лос-Анджелес и сумел добиться двухдневной экскурсии по Walt Disney Studio. Во время этой экскурсии его представили Ричарду (Дику) Келси, иллюстратору и художнику-постановщику, который дал юному Уильямсу совет: «Забудь на время про анимацию и научись сперва рисовать».
В своём видеокурсе «The Animator’s Survival Kit Animated» Уильямс рассказывает, что впервые встретился с Кеном Харрисом в Лондоне, и из его слов можно понять, что ранее Уильямс обучался, изучая работы Харриса. Кен Харрис участвовал в проекте Уильямса «Вор и сапожник» в качестве аниматора.
Уильямс также рассказывает в своей книге, что был впечатлён сценами Милта Каля, нарисованными им для мультфильма Книга джунглей (1967). Уильямс написал Калю и пригласил его посетить свою лондонскую студию, это положило начало последовавшей многолетней дружбе двух аниматоров.
Арта Бэббитта Уильямс пригласил на свою студию в 1976 году для обучения аниматоров (по лекциям Бэббитта был снят короткометражный фильм «Animating Art»).

## Личная жизнь
На закате жизни Уильямс жил со своей четвёртой женой и двумя детьми в Бристоле. От предыдущих браков у него было четверо детей.